# 滕文骥
滕文骥（1944年11月8日—），中国男导演。凭借电影《都市里的村庄》、《春天的狂想》分别获得第3届中国电影金鸡奖最佳导演提名和第19届中国电影金鸡奖最佳导演提名，凭借《棋王》获得第45屆威尼斯影展金狮奖提名。

## 家庭
妻子为导演、编剧翁路明，儿子为导演滕华涛。